# Exapion

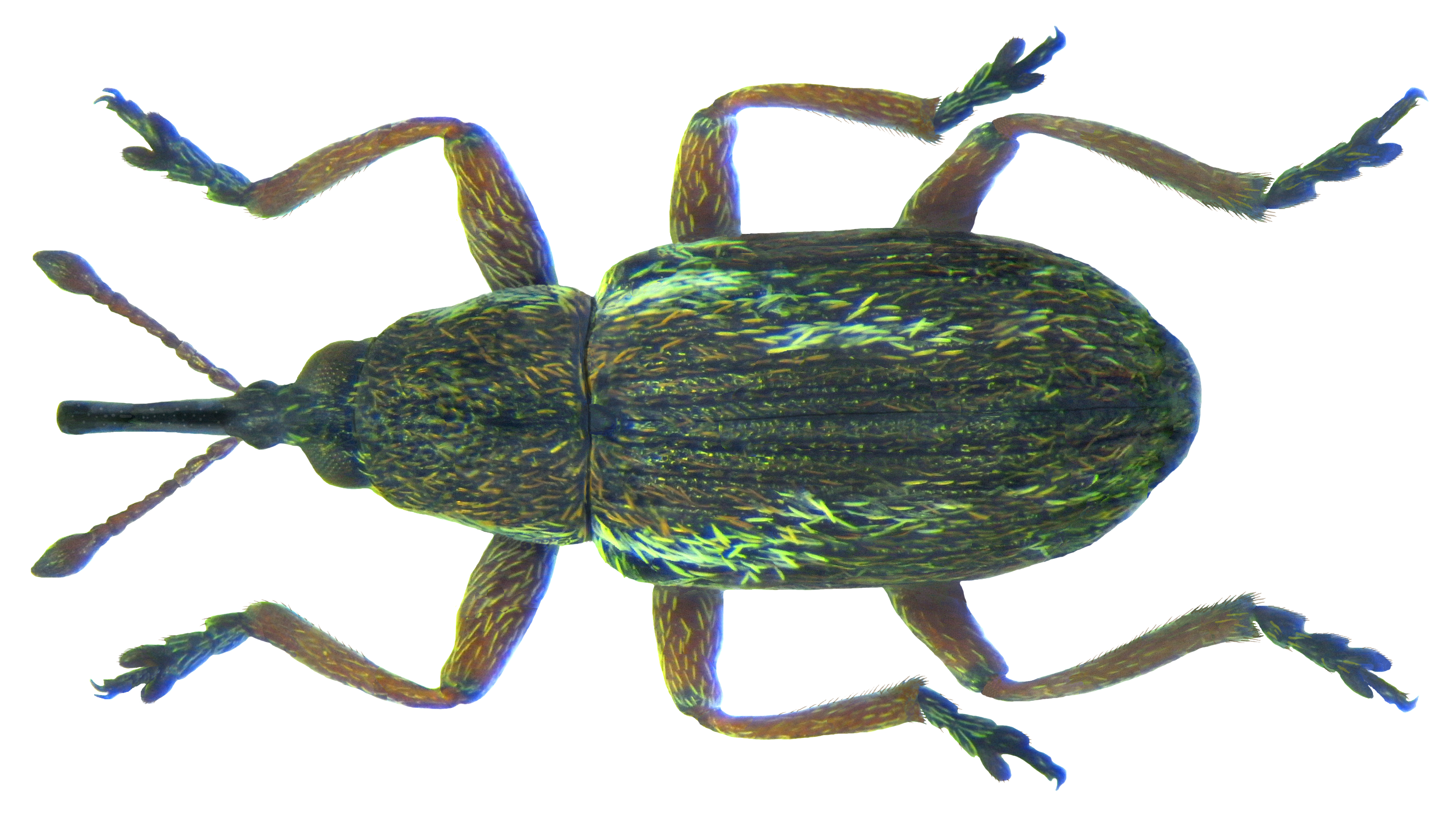
Exapion fuscirostre

Exapion – rodzaj chrząszczy z rodziny pędrusiowatych, podrodziny Apioninae i plemienia Exapiini.
Takson ten opisany został w 1887 roku przez Ernesta Marie Louisa Bedela. Dawniej traktowany był jako podrodzaj z rodzaju Apion.
Chrząszcze o czarnym ciele pokrytym włoskami barwy białej lub szarej i rdzawej lub brunatnej. Przed nasadą ryjka obecne ząbkowate rozszerzenia skierowane boczno-dolnie. Na pokrywach niekiedy jaśniejsze włoski tworzą podłużne smugi. Czułki i odnóża przynajmniej częściowo czerwone. 
Należą tu podrodzaje i gatunki:
- Exapion (Exapion)
  - Exapion canescens (Desbrochers, 1889)
  - Exapion compactum (Desbrochers, 1888)
  - Exapion corniculatum (Germar, 1817)
  - Exapion crassiusculum (Desbrochers, 1895)
  - Exapion difficile (Herbst, 1797)
  - Exapion elongatissimum (Desbrochers, 1870)
  - Exapion elongatulum (Desbrochers, 1891)
  - Exapion fasciolatum (Wagner, 1912)
  - Exapion formaneki (Wagner, 1929)
  - Exapion fuscirostre (Fabricius, 1775)
  - Exapion genistae (W. Kirby, 1811)
  - Exapion inexpertum (Wagner, 1906)
  - Exapion laufferi (Schilsky, 1906)
  - Exapion liguricum (Solari & Solari, 1905)
  - Exapion oblongulum (Desbrochers, 1875)
  - Exapion putonii (Ch. Brisout, 1866)
  - Exapion schatzmayri Wagner, 1923
  - Exapion sublineatum (Schilsky, 1906)
  - Exapion subparallelum (Desbrochers, 1888)
  - Exapion wagnerianum Schatzmayr, 1925
  - Exapion winkleri (Wagner, 1912)

- Exapion (Ulapion)
  - Exapion breviusculum (Rosenhauer, 1856)
  - Exapion lemovicinum (Hoffmann, 1929)
  - Exapion reyi (Desbrochers, 1897)
  - Exapion uliciperda (Pandellé, 1867)
  - Exapion ulicis (Forster, 1771)

W Polsce występują: E. compactum, E. corniculatum, E. difficile, E. elongatulum, E. formaneki, E. fuscirostre, E. genistae i E. ulicis.